# Ibeji

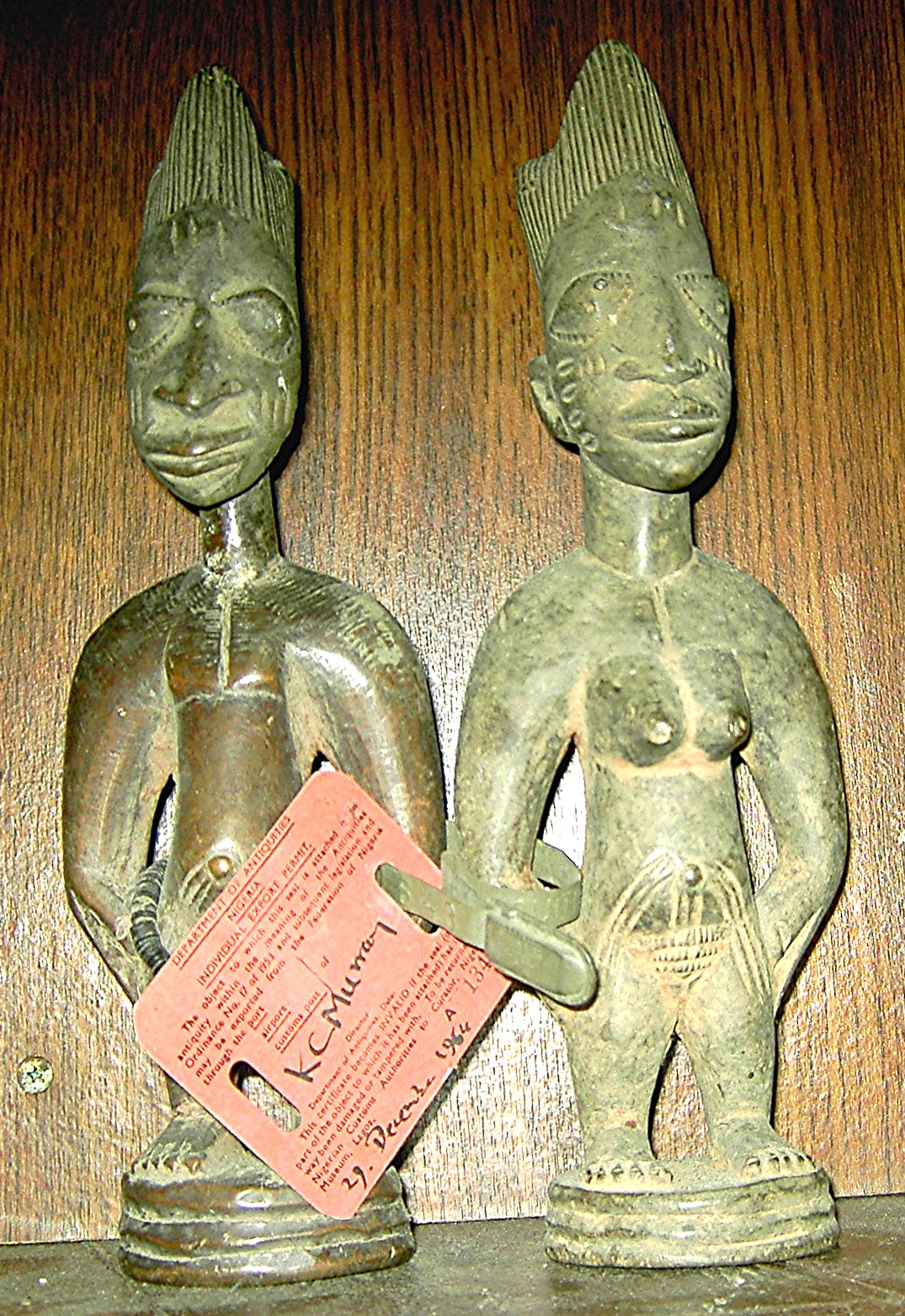
Ibeji

Gli ibeji sono delle statuette antropomorfe scolpite tipiche degli Yoruba.
L'alta frequenza di parti gemellari e l'elevata mortalità infantile hanno dato vita ad un culto, basato sulla credenza che lo spirito del gemello che muore possa essere intrappolato nella statuetta realizzata per l'occasione e preservato. A questo scopo le statuette sono accudite come se fossero vive, provvedendo alla loro pulizia, abbigliamento e alimentazione. 